# Polska Platforma Bezpieczeństwa Wewnętrznego
Polska Platforma Bezpieczeństwa Wewnętrznego, PPBW – stowarzyszenie ustanowione w 2006 roku na mocy porozumienia zawartego w 2005 roku pomiędzy Policją i uczelniami wyższymi oraz instytucjami badawczymi. Misją PPBW jest zwiększanie poziomu bezpieczeństwa w Polsce i Europie. Do jej głównych obszarów działań należy realizacja krajowych i międzynarodowych projektów wspierających pracę służb mundurowych, działalność szkoleniowa i audytowa, organizacja specjalistycznych warsztatów, webinariów i konferencji, a także przez innego rodzaju inicjatywy edukacyjno-upowszechniające.
PPBW przy współpracy z praktykami z obszaru bezpieczeństwa z przedstawicielami nauki, rozwija i wspiera nowoczesne narzędzia, technologie oraz rozwiązania prawne i organizacyjne mające na celu zwiększenie poziomu bezpieczeństwa wewnętrznego. 
Ciałem doradczym i opiniującym działania podejmowane przez PPBW jest Rada Programowa Polskiej Platformy Bezpieczeństwa Wewnętrznego. Organ ten składa się z 29 członków podzielonych na trzy grupy: kierownictwo służb i instytucji odpowiedzialnych za bezpieczeństwo, przedstawiciele uczelni wyższych i instytutów badawczych oraz osoby aktywnie działające na rzecz rozwoju polskiej nauki, administracji państwowej i samorządowej oraz organizacji pozarządowych.
Koordynatorem Głównym PPBW jest prof. Emil Walenty Pływaczewski, natomiast rolę Koordynatora ds. Realizacji projektów pełni prof. Arkadiusz Letkiewicz. Prezesem Zarządu Stowarzyszenia Polska Platforma Bezpieczeństwa Wewnętrznego jest prof. Ewa Guzik-Makaruk. 

## Jednostki bezpośrednio współpracujące z PPBW[13]
- Służby odpowiedzialne za bezpieczeństwo:
  - Komenda Główna Policji
  - Centralne Biuro Antykorupcyjne
  - Komenda Główna Straży Granicznej
  - Komenda Główna Żandarmerii Wojskowej
  - 25. Brygada Kawalerii Powietrznej im. Księcia Józefa Poniatowskiego

- Uczelnie:
  - Akademia Górniczo-Hutnicza im. Stanisława Staszica w Krakowie
  - Akademia Wojsk Lądowych im. gen. Tadeusza Kościuszki
  - Politechnika Gdańska
  - Politechnika Poznańska
  - Uniwersytet Ekonomiczny w Poznaniu
  - Uniwersytet im. Adama Mickiewicza w Poznaniu
  - Uniwersytet Medyczny im. Karola Marcinkowskiego w Poznaniu
  - Uniwersytet w Białymstoku
  - Wojskowa Akademia Techniczna
  - Wyższa Szkoła Policji w Szczytnie
- Administracja publiczna:
  - Krajowa Administracja Skarbowa
  - Ministerstwo Sprawiedliwości
- Organy władzy sądowniczej:
  - Sąd Najwyższy oraz wybrane sądy RP
  - Powszechne jednostki Prokuratury RP – wybrane Prokuratury Rejonowe, Okręgowe, Regionalne
- Instytucje naukowo-badawcze:
  - Poznańskie Centrum Superkomputerowo-Sieciowe
  - Wojskowy Instytut Chemii i Radiometrii
  - Wojskowy Instytut Techniczny Uzbrojenia
- Organizacje działające na rzecz osób niewidomych:
  - Polski Związek Niewidomych
  - Specjalny Ośrodek Szkolno-Wychowawczy dla Dzieci Niewidomych i Słabowidzących w Krakowie
  - Specjalny Ośrodek Szkolno-Wychowawczy dla Dzieci Niewidomych w Owińskach